# Bárdi Ödön
Bárdi Ödön, született Stern Ödön (Pilisborosjenő, 1877. január 5. – Budapest, 1958. június 24.) magyar színész, rendező, forgatókönyvíró, egyetemi tanár.

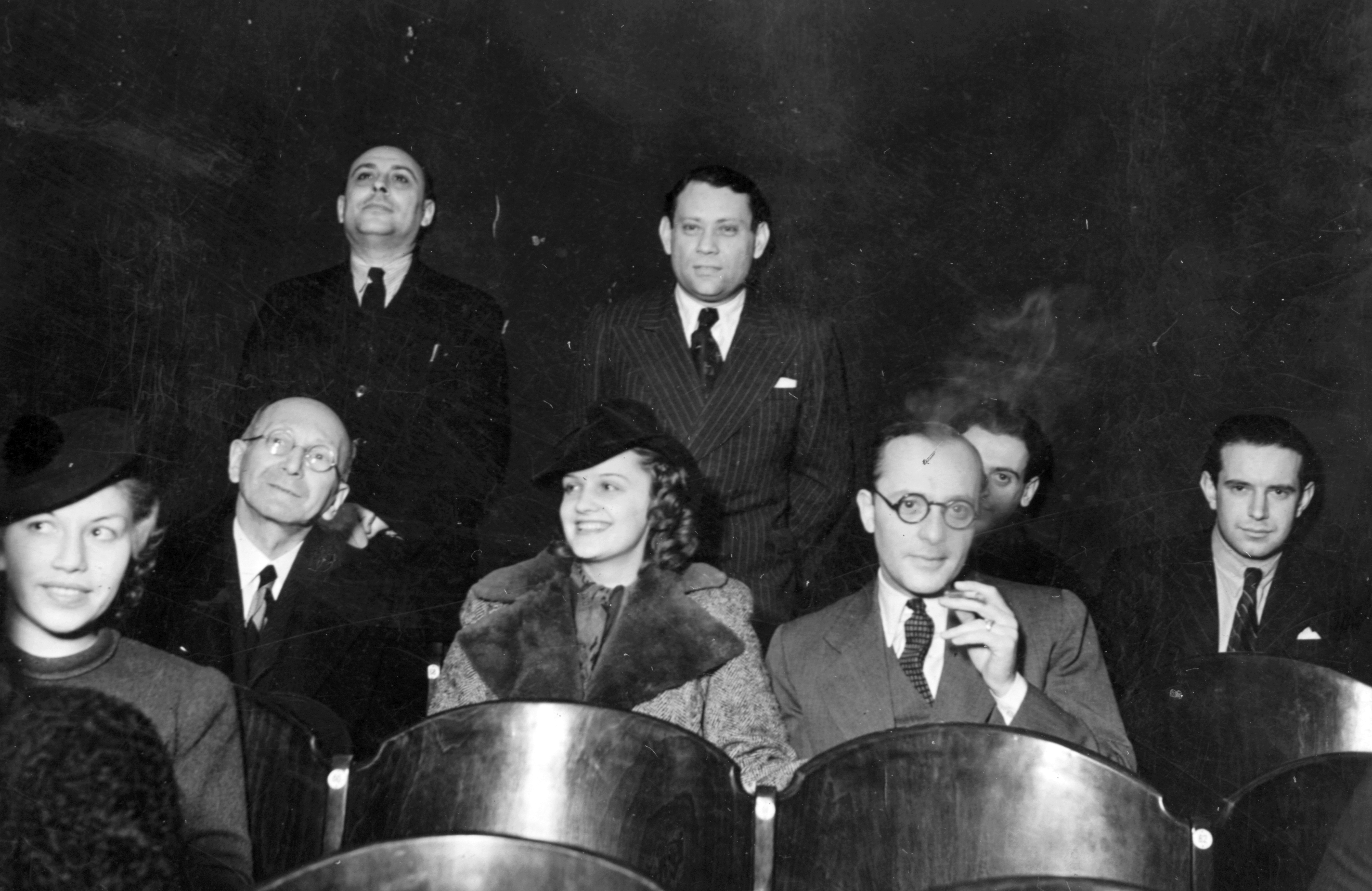
Moziban- Középen Bárdi Ödön, Tolnay Klári, Ráday Imre (cigarettával)

## Életútja
Stern Bernát és Fischer Rozália fia. Kereskedelmi Akadémiát végzett, s ezután Rákosi Szidi színésziskolájába járt. A színésziskola elvégzése után azonnal szerződtették a Vígszínházhoz, amelynek 1897. október 15-től 1938-ig volt tagja, 1916-tól pedig rendezője. A Vígszínházban több mint 25 évig az összes gyermekdarabot ő rendezte. A rendes előadások közül Hajó Sándor Délibáb utca 7. című műve volt az első darab, melyet rendezett. 1912-től tanára volt az Országos Színészegyesület Színészképző Iskolájának. A Magyar színművészeti lexikon munkatársa volt. 1945 után a Színművészeti Akadémián tanított. 1951-ben az Ifjúsági Színházhoz szerződött, később újra a Vígszínházban játszott, majd 1954-től a Petőfi Színház tagja volt. Epizodistaként kiváló jellemábrázoló tehetséggel rendelkezett. Neje medveczei és kisbeszterczei Medveczky Bella (később Detre Lászlóné) operaénekesnő és írónő volt, akivel 1923. január 6-án kötött házasságot, majd 1929-ben vált el.

## Fontosabb színházi szerepei
- Káplán (Bródy Sándor: A tanítónő)
- Kamarás (Herczeg Ferenc: Ocskay brigadéros)
- Hadbíró (Beyerlein: Takarodó)
- Novotny, titkosrendőr (Három a kislány)

## Magyar Rádió
- Kemény Egon–Ignácz Rózsa–Soós László–Ambrózy Ágoston: „Hatvani diákjai” (1955) Rádiódaljáték 2 részben. Szereplők: Hatvani professzor – Bessenyei Ferenc, Kerekes Máté – Simándy József, női főszerepben: Petress Zsuzsa, további szereplők: a poétika professzora - Bárdi Ödön, Mezey Mária, Fodorító Márton, csizmadia céhmester - Tompa Sándor, Pálóczi Horváth Ádám: Sinkovits Imre, Naszályossy – Zenthe Ferenc, Domokos, Bende Zsolt, Horváth Tivadar, Kovács Károly, Hadics László, Gózon Gyula, Csákányi László, Dénes György és mások. Zenei rendező: Ruitner Sándor. Rendező: Molnár Mihály és Szécsi Ferenc. A Magyar Rádió (64 tagú) Szimfonikus Zenekarát Lehel György vezényelte, közreműködött a Földényi-kórus 40 tagú férfikara.

## Diszkográfia
- Kemény Egon – Ignácz Rózsa – Soós László – Ambrózy Ágoston: Hatvani diákjai daljáték, CD dupla-album. Breaston & Lynch Média, 2019.

## Főbb rendezései
- Komor Gy. mesejátékai (pl. Hübele Balázs)
- Bródy S. A tanítónő
- Molnár F.: Az ördög
- A szabadkai dráma (1909, rekonstruált híradó)

## Forgatókönyve
Pique Dame (1921)

## Filmszerepei
- A szabadkai dráma (1909, rekonstruált híradó) – Jánosi
- Az isten fia és az ördög fia (1917)
- Tűzpróba (1917)
- Pán (1920) – inas
- Fekete kapitány (1920)
- Sappho (1919)
- Ave Caesar! (1919) – a cigánylány apja
- A fekete kapitány (1920)
- A csodagyerek (1920, rövid)
- Lidércnyomás (1920)
- A fogadalom (1921)
- Pique Dame (1921)
- Dauphin (1922) – Robespierre
- Lady Violetta (1922)
- Arséne Lupin utolsó kalandja (1922)
- Egy dollár (1923)
- Kacagó asszony (1930)
- Az orvos titka (1930)
- A kék bálvány (1931) – sorsjegybeváltó
- Márciusi mese (1934) – báró Káró Zuárd, agglegény
- Hetenként egyszer láthatom (1937) - professzor
- Pesti mese (1937) – Balogh úr, szakállas tanuló
- Hotel Kikelet (1937) – férj a szállodában
- Az ember néha téved (1937) – osztályfőnök az érettségi banketten
- Azurexpress (1938) - fizikatanár
- A tanítónő (1945) – az iskolaszék tagja
- Beszterce ostroma (1948) - színész
- Déryné (1951)
- Rokonok (1954) – zsarátnoki úr
- Tanár úr, kérem... (1956)
- Hannibál tanár úr (1957)
- Bolond április (1957)

## Könyvei
- A maszk. Budapest, 1923.
- A színjátszás iskolája. Kókai Lajos Kiadása, Budapest, 1928.
- A régi Vígszínház. Táncsics Könyvkiadó, Budapest, 1957.
- Thália mosolya – Színházi anekdoták. Bibliotheca Kiadó, Budapest, 1957., Gondolat Könyvkiadó, Budapest, 1960.